# Alexandre Dumas
Alexandre Dumas (24 tháng 7 năm 1802 – 5 tháng 12 năm 1870) hay Alexandre Dumas cha để phân biệt với con trai ông, là một đại văn hào nổi tiếng người Pháp gốc Phi. Những tác phẩm tiểu thuyết nổi tiếng của ông như là Ba chàng lính ngự lâm, Bá tước Monte Cristo giành được sự hâm mộ của độc giả khắp thế giới từ hơn một thế kỷ nay.

## Tiểu sử

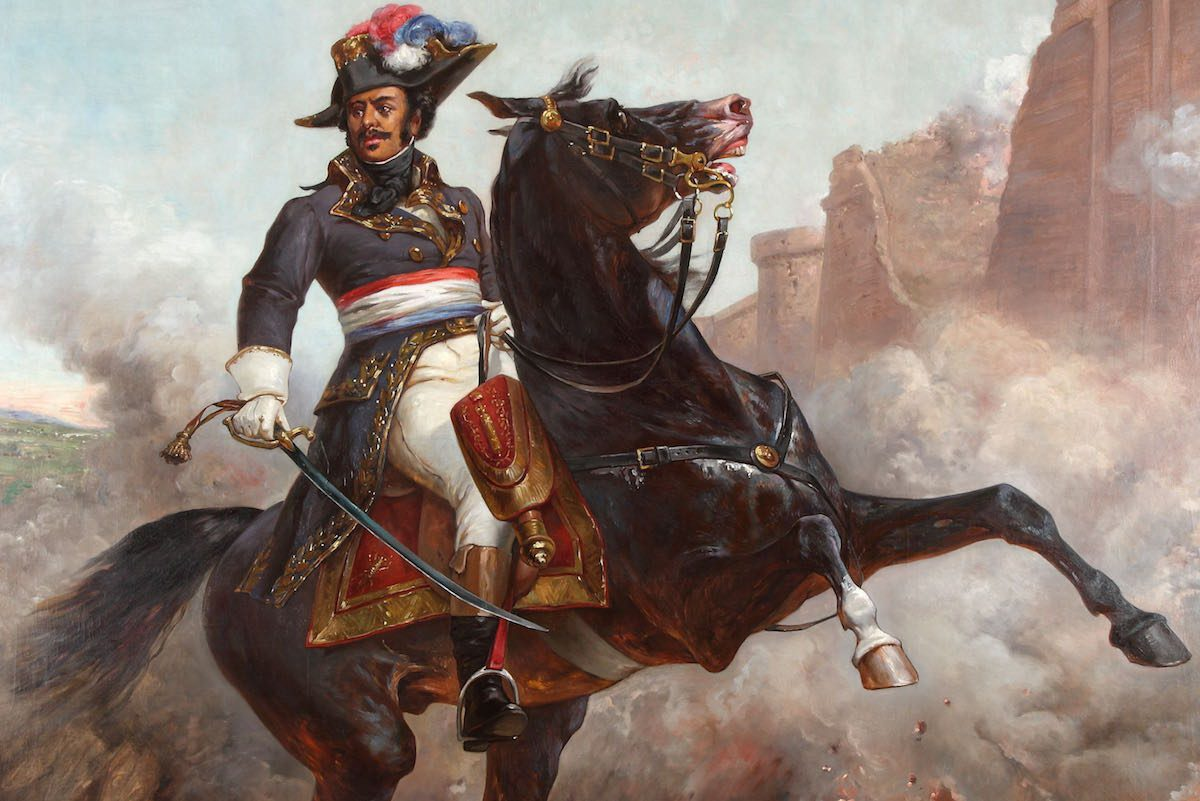
Tướng Thomas-Alexandre Dumas, cha của Alexandre Dumas.

Dumas Davy de la Pailleterie (sau này là Alexandre Dumas) sinh năm 1802 tại Villers-Cotterêts trong khu Aisne, ở Picardy, Pháp. Ông có hai chị gái là Marie-Alexandrine (sinh năm 1794) và Louise-Alexandrine (sinh 1796, mất 1797). Cha mẹ ông là bà Marie-Louise Élisabeth Labouret, con gái của một chủ nhà trọ và ông Thomas-Alexandre Dumas.
Cha của Dumas, ông Thomas được sinh ra tại thuộc địa Saint-Domingue của Pháp (nay là Haiti) là con lai ngoài giá thú của hầu tước Alexandre Antoine Davy de la Pailleterie, một quý tộc Pháp, Cao ủy Trưởng về pháo binh trong khu thuộc địa và nữ nô lệ da đen Marie-Cessette Dumas, gốc từ Afro-Caribbean. Không ai biết rõ bà được sinh ra tại Saint-Domingue hay ở châu Phi (dù thực tế bà đã có một tên họ bằng tiếng Pháp nên có lẽ bà là người thiểu số Creole) và cũng không biết rằng cội nguồn của bà là ở đâu.
Ông Thomas được người cha đưa về Pháp và đã sống tự do một cách hợp pháp tại đây. Sau đó theo học một trường quân đội và gia nhập quân ngũ khi còn thiếu niên. Khi trưởng thành, Thomas-Alexandre lấy tên của mẹ là Dumas làm họ sau khi cắt đứt quan hệ với cha. Dumas được thăng cấp tướng năm 31 tuổi, người lính đầu tiên có gốc gác Afro-Antilles đạt được cấp bậc này trong hàng ngũ quân đội Pháp. Ông đã tham gia trong Chiến tranh Cách mạng Pháp . Ông trở thành Tổng chỉ huy trưởng trong Quân đội Pyrenees, người đàn ông da màu đầu tiên đạt được cấp bậc đó. Dù là một vị tướng dưới trướng của Napoleon Bonaparte trong các chiến dịch ở Ý và Ai Cập nhưng Thomas Dumas không còn được tín nhiệm vào năm 1800 nên đã yêu cầu nghỉ phép để quay về Pháp. Trên đường về, tàu của ông phải dừng lại ở Taranto thuộc Vương quốc Napoli, tại đây ông và những người khác bị giữ làm tù binh. Trong hai năm bị giam giữ, sức khỏe ông đã bị yếu đi. Tại thời điểm Alexandre Dumas được sinh ra, cha ông bị suy kiệt nặng nề.
Ông Thomas qua đời vì ung thu năm 1806 khi Alexandre lên 4. Người mẹ góa phụ Marie-Louise không đủ sức lo cho việc học hành của con trai nhưng Dumas tập đọc mọi thứ trong khả năng và còn tự học tiếng Tây Ban Nha. Những câu truyện kể của mẹ về lòng dũng cảm của người cha trong các trận đánh đã truyền cảm hứng cho trí tưởng tượng sinh động của cậu bé. Mặc dù trở nên nghèo túng, gia đình vẫn có danh tiếng lỗi lạc của người cha để lại và thứ hạng quý tộc để trợ giúp con cái thăng quan tiến chức. Năm 1822, sau khi triều Bourbon phục hoàng, Alexandre Dumas 20 tuổi chuyển đến Paris. Ông đã có được một vị trí trong văn phòng thuộc Cung điện Hoàng gia của Louis-Philippe, Công tước xứ Orléans.

## Sự nghiệp
Ông lớn lên với sự chăm sóc và giáo dục của mẹ Dumas học hành chểnh mảng, khi học xong ông làm thư ký cho một phòng công chứng, và bắt đầu viết những vở kịch đầu tiên cùng với một người bạn, Tử tước Adolphe Ribbing de Leuven. Nhưng những tác phẩm đầu tay đó thất bại.
Năm 1823, nhờ viết chữ đẹp, ông được tới làm việc cho Công tước Orléans với công việc giao gửi hàng ở Paris. Dumas tiếp tục viết kịch và cuối cùng cũng tìm được thành công với vở diễn Henri III và triều đình tại nhà hát Comédie-Française, công diễn lần đầu ngày 10 tháng 2 năm 1829. Sự nghiệp văn chương của ông tiếp tục thành công, đặc biệt trong hai thể loại ông ưa thích: kịch và tiểu thuyết lịch sử.
Alexandre Dumas là một nhà văn có sức sáng tác mạnh mẽ. Ông để lại khoảng 250 tác phẩm, gồm 100 là tiểu thuyết, số còn lại là 91 vở kịch, rồi bút ký, phóng sự, hồi ký. Dumas có cả một đội ngũ cộng sự, đặc biệt là Auguste Maquet, người góp phần vào nhiều thành công của Dumas. Trong những tiểu thuyết của ông, nổi tiếng hơn cả là Ba chàng lính ngự lâm, còn được dịch Ba chàng ngự lâm pháo thủ (Trois Mousquetaires) và Bá tước Monte Cristo (Le Comte de Monte-Cristo) năm 1844.
Đương thời, Dumas bị chê trách là người ham ăn, ham chơi. Ông thường xuyên thết đãi thịnh soạn bạn bè, người thân, công chúng hâm mộ, với những bữa tiệc sang trọng khiến ngay cả Paris cũng loá mắt, trầm trồ. Ông còn để lại một công trình đặc biệt, cuốn Đại từ điển ăn uống, mà ông muốn được hậu thế coi là đỉnh cao sự nghiệp văn chương của mình. Trong đời mình Dumas kiếm được 18 triệu franc vàng, song ông luôn luôn nợ nần, nhiều lần trốn nợ, thậm chí ra nước ngoài, những năm cuối đời, phải đến tá túc ở nhà con.
Dumas nức tiếng là người thay nhân tình như thay áo. Quả thật, ông cưới vợ chỉ một lần, gia đình này tan vỡ rất nhanh. Ông dan díu với 25 người đàn bà, có nhiều con hoang, mỗi con của một mẹ. Chỉ ba con được công khai, trong đó con trai, cũng tên Alexandre Dumas, thường được gọi Alexandre Dumas con, trở nên một nhà văn lừng danh. Con gái thứ hai thì cuộc đời lỡ làng, con gái út – mà mẹ cô trẻ hơn Dumas đến gần 40 tuổi – thì chết cô đơn năm 1936 ở một làng quê trong nghèo khổ và không được ai biết đến là con gái cưng của một trong những vĩ nhân của nước Pháp. Mãi gần đây, người ta mới vỡ lẽ rằng Dumas đến với nhiều phụ nữ là do thương họ. Ông đồng thời chu cấp tiền nong đầy đủ cho vài người.

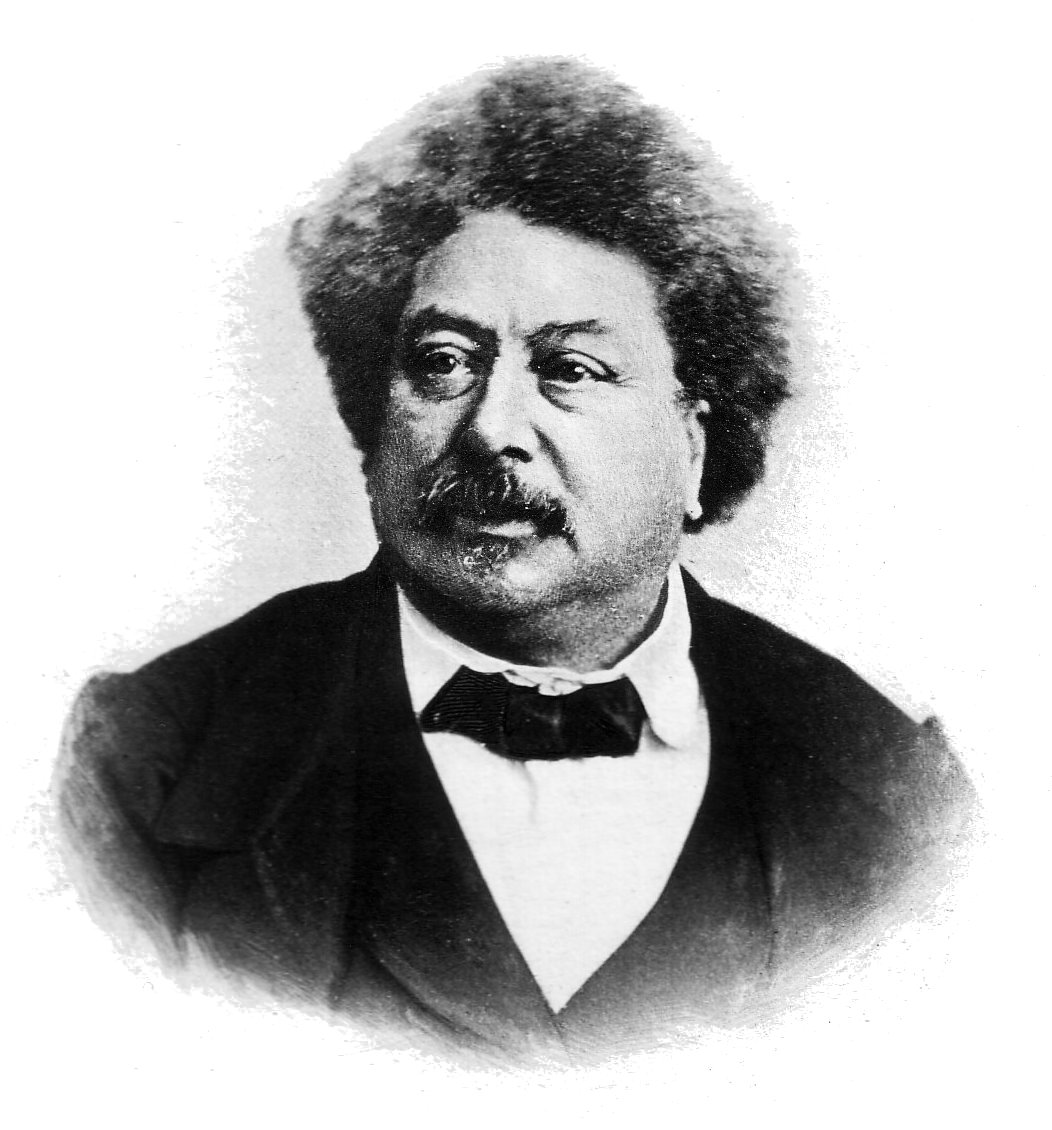
Alexandre Dumas

Dumas là người hết sức quý trọng tình bạn. Trừ Balzac và Musset, các nhà văn cùng thời đều chơi với ông, thân nhất là Victor Hugo, người đã đánh giá chính xác vai trò của ông ngay khi ông qua đời. Hugo viết: "Trong thế kỷ này, không ai được dân chúng yêu mến sâu rộng và thắm thiết bằng Alexandre Dumas. Các thành công của ông đều tầm cỡ hơn thành công nói chung nhiều. Đó là những đại thắng lợi. Đó là những ngọn đèn pha". Ông cũng là người đại lượng, năm 1831, do ghen tức với thành công của vở Antony của ông, Hugo cho người viết báo chê bai. Hai người giận nhau. Song năm 1834, ông chủ động giảng hoà.
Để hoàn toàn chủ động trong hoạt động sân khấu, ông bỏ ra một món tiền lớn để xây dựng Nhà hát kịch lịch sử của riêng ông. Khán giả rất nồng nhiệt, song không bù đắp nổi chi phí bỏ ra, nên cuối cùng nhà hát đóng cửa. Từ năm 1848, ông đã ra tờ báo đầu tiên. Sau đó, ông còn ra nhiều tờ báo nữa. Nhưng do quản lý kém, bị kiểm duyệt gây khó dễ, các tờ báo ấy tồn tại không bền, và ngốn của ông rất nhiều công sức và tiền bạc.
Ông cũng hai lần ứng cử vào Nghị viện đều thất bại, ứng cử vào Hội quốc ước thì chỉ được 261 phiếu, trong khi các đối thủ được 220.000, rồi phải sang Bỉ lưu vong năm 1851, sau cuộc đảo chính của Napoléon III.
Ông mất năm 1870 ở Puys, vùng Dieppe. Thi hài của ông được chuyển về Điện Panthéon năm 2002, bất chấp ý nguyện cuối đời của ông: "trở về bóng đêm của tương lai cùng nơi tôi ra đời" (rentrer dans la nuit de l'avenir au même endroit que je suis sorti de la vie du passé), "nơi một nghĩa địa đẹp (Villers-Cotterêts)
trong mùi hoa của rào quanh..." (dans ce charmant cimetière qui a bien plus l'air d'un enclos de fleurs où faire jouer les enfants que d'un champ funèbre à faire coucher les cadavres)

## Tác phẩm

### Kịch
- La chasse et l’amour, 1825
- La noce et l’enterrement, 1826
- Henri III et sa cour, (Henri III và triều đình) 1829
- Christine, ou Stockholm, Fontainebleau et Rome, 1830
- Napoléon Bonaparte, ou trente ans de l’histoire de France, 1831
- Antony, 1831
- Charles VII chez ses grands vassaux, 1831
- Teresa, 1831
- La Tour de Nesle, 1832
- Kean, 1836
- Caligula, 1837
- Mademoiselle de Belle-Isle, 1837
- Des Demoiselles de Saint-Cyr, 1843
- La jeunesse de louis XIV, 1854

### Tiểu thuyết
- Souvenirs d’Anthony, 1835
- Chroniques de France Isabel de Bavière, 1835
- La salle d’armes, 1838
- Le capitaine Paul, 1838
- Le capitaine Pamphile, 1839
- Những tội ác trứ danh, 1839-1841
- Napoléon, 1840
- Othon L’archer, 1840
- Les Stuarts, 1840
- Maître Adam Le calabrais, 1840
- Les aventures de John Davys, 1840
- Người thầy dạy đánh kiếm, 1840-1841
- Praxède, 1841
- Nouvelles Impressions de Voyage (Midi de la France), 1841
- Excursions sur les bords du Rhin, 1841
- Souvenirs de voyage - Une année à Florence , 1841
- Jehanne la pucelle 1429-1431, 1842
- Le speronare, 1842
- Le capitaine arena, 1842
- Le Chevalier d'Harmental, 1842. Tiểu thuyết thành công đầu tiên.
- Le Corricolo, 1843
- Filles, lorettes et courtisanes, 1843
- Georges, 1843
- Sylvandire, 1844
- Fernande, 1844
- Ba người lính ngự lâm, 1844
- Lâu đài cổ d’Eppstein, 1844
- Cécile, 1844
- Gabriel Lambert, 1844
- Louis XIV et son siècle, 1844
- Hai mươi năm sau, 1845
- Những quận chúa nổi loạn, 1845
- Bá tước Monte Cristo, 1845 – 1846
- Une fille du régent, 1845
- Vương hậu Margot, 1845
- Les Médicis, 1845
- Les frères corses, 1845
- Hiệp sĩ nhà đỏ, 1845-1846
- Nữ bá tước de Monsoreau, 1846
- Đứa con hoang de Mauléon, 1846
- Joseph Balsamo, 1846, inspiré de la vie de Giuseppe Balsamo
- Hai nàng Diane, 1846
- Impressions de voyage, De Paris à Cadix, 1847
- Les Quarante-cinq, 1847
- Mười năm sau nữa, gồm 3 phần: Tử tước de Bragelonne, Louise de la Vallière và Người đàn ông mang mặt nạ sắt, 1848
- Les mille et un fantômes, 1849
- Le Collier de la reine, inspiré de l'affaire du collier de la reine 1849
- La femme au collier de velours, 1850
- Hoa tulip đen (Bông uất kim hương đen), 1850
- Le trou de l’enfer, 1850
- La colombe, 1850
- Le Drame de Quatre Vingt Treize, 1851
- Impression de voyage (en Suisse), 1851
- Ange Pitou, 1851
- Olympe de Clèves, 1851
- La comtesse de Charny, 1853
- Le pasteur d’Ashbourne, 1853
- Isaac Laquedem, 1853
- Les drames de la mer, 1853
- Ingénue, 1853
- La jeunesse de Pierrot, 1854
- El salteador, 1855
- Une vie d’artiste, 1854
- Catherine Blum, 1854
- Saphir, 1854
- Vie et Aventures de la princesse de Monaco, 1854
- Les Mohicans de Paris, 1854-1855
- Souvenirs de 1830 à 1842, 1854
- La dernière année de Marie Dorval, 1855
- Marie Giovanni, journal d’une parisienne, 1855
- Le page du duc de Savoir, 1855
- Les grands hommes en robe de chambre, César, Henri IV, Richelieu, 1855 –1856
- Madame du Deffand, 1856
- Les compagnons de Jéhu, 1856
- L’homme aux contes, 1857
- Charles le Téméraire, 1857
- Ma sói, 1857
- La dame de volupté, 1857
- Les louves de Machecoul, 1858
- De Paris à Astrakan, 1859
- Jane, 1859
- Histoire d’un cabanon et d’un chalet, 1859
- La maison de glace, 1860
- La route de Varennes, 1860
- Mémoires de Garibaldi, 1860
- Une aventure d’amour, 1860
- Le père Gigogne, contes pour les enfants, 1860
- La marquise d’Escoman, 1860
- Une nuit à Florence sous Alexandre de Médicis, 1861
- Les morts vont vite, 1861
- Bric à Brac, 1861
- La princesse Flora, 1863
- La San-Felice, 1863
- La boule de neige, 1863
- Người bí ẩn khoác Hồng y, 1865-1866
- Les Blancs et les Bleus1867
- Les hommes de fer, 1867
- La terreur prussienne, souvenirs dramatiques, 1868

### Xuất bản sau khi ông qua đời
- Le grand dictionnaire de cuisine, 1871
- Création et rédemption, 1863
- La fille du marquis, 1863
- Le prince des Voleurs, 1863
- Robin Hood le proscrit, 1863
- L’île de feu, 1863
- Hiệp sĩ Sainte-Hermine. Tiểu thuyết cuối cùng của ông, xuất bản ban đầu dưới dạng bản thảo vào năm 1869, mới được tìm lại ở Thư viện Quốc gia Pháp và xuất bản lần đầu tiên dưới dạng tác phẩm hoàn chỉnh năm 2005.